# Maurits Raes
Maurits Raes (Heusden, Destelbergen, 17 de gener de 1907 - Gentbrugge, 23 de febrer de 1992) va ser un ciclista belga que fou professional entre 1927 i 1939. En el seu palmarès destaca la Lieja-Bastogne-Lieja de 1927 i el Campionat de Flandes de 1929.

## Palmarès
- 1927
  - 1r a la Lieja-Bastogne-Lieja
- 1929
  - 1r al Campionat de Flandes
- 1933
  - 1r al Gran Premi d'Hoboken
- 1936
  - 1r al Circuit del Centre de Flandes
  - 1r a la Sint-Kruis-Bruges
- 1939
  - 1r a la París-Valenciennes